# 偰眉壽
偰眉壽（韓語：설미수，1359年—1415年）。本貫慶州偰氏，高麗王朝末期及朝鮮王朝文官。
其父親偰遜逝世，偰眉壽為他服孝。恭愍王認為他是色目人，不必守漢人禮節，特命脫去孝服參加科舉考試。恭愍王时文科及第。1392年，李成桂篡高麗自立，建立朝鮮王朝。歷任礼曹判書、判閣門事、工曹典書、判漢城府事、參知議政府事、檢校判漢城府事、檢校右參贊、中軍摠制等職務。
偰眉壽的祖先來自高昌回鶻，在元朝屬於色目人，後來歸化高麗。

## 家庭
- 祖父：偰文質
- 父：偰遜
- 兄：偰長壽
- 兄：偰慶壽

## 脚注
1. 1 2  경주설씨 慶州偰氏
2. ↑  설미수 偰眉壽